# Eric Nordewall
För hjulångarna Eric Nordevall och Eric Nordevall II, se Eric Nordevall (fartyg)

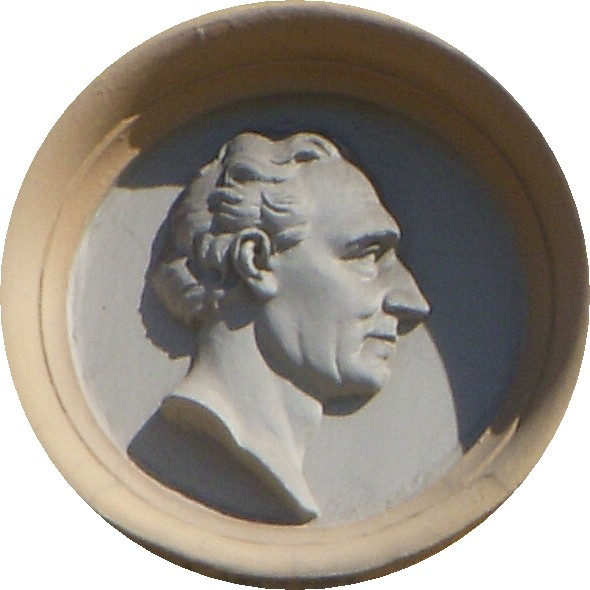
Medaljong på Gamla Jernkontoret.

Eric Nordewall, före adlandet Nordwall, född 2 juli 1753 i Överkalix, död 2 maj 1835 i Stockholm, var en svensk bergsmekaniker och vattenbyggnadsingenjör.

## Biografi
Eric Nordewall föddes i Överkalix där fadern Jonas Nordwall då var kyrkoherde; han blev senare kyrkoherde i Råneå socken. Modern Sofia Kråka hade tidigare varit gift med Erik Lönnberg.
Nordewall blev student vid Uppsala universitet 1770 samt studerade geometri och fortifikation under Jonas Meldercreutz. År 1774 blev han auskultant i Bergskollegium och fick samma år uppdrag att verkställa avvägningarna för Strömsholms kanal. År 1775 antogs han till byggmästare vid Hjälmare slussverk och 1778 vid Strömsholms kanalbyggnad, vilken befattning han innehade till 1784. Efter sin lärare Sven Rinman mottog han 1784 styrelsen över Eskilstuna fristad och var 1787–1799 ordningsman där. Av direktionen för Älvdalens porfyrverk kallades han 1788 att inrätta verken för stenens upphämtning och utse plats för nya anläggningar. År 1790 erhöll han av Brukssocieteten en livstidspension, dels som belöning för Afhandling rörande mechaniquen, med tillämpning i synnerhet till bruk och bergverk (I, tryckt 1800; II, utarbetad av S. Rinman, 1794), dels för att som bergsmekaniker uppgöra planer för större byggnader inom Bergslagen och handleda studerande i bergsmekank. 
Då Nordewall kallades av direktionen för Trollhätte kanalbyggnad att granska planerna för kanalens ledande förbi det väldiga vattenfallet, förkastade dem och framlade det djärva förslaget att bryta sig mitt genom berget. Detta mottogs väl och 1795 flyttade han till Trollhättan samt kvarstannade, tills kanalen 1800 blev färdig och segelbar. Även andra företag av vikt sysselsatte honom, till exempel byggandet av en damm för skyddande av Dannemoraverken mot Gruvsjöns översvämningar, ordnandet av Norrbros södra del, förflyttningen av Söderhamns gevärsfaktori till Karl Gustavs stad och inrättandet av vattenverken och maskinerna där. Han fullbordade ännu ett betydande verk, nämligen Södertälje kanal, vars hela utförande från 1803 till 1819 han planlade och ledde.
Nordewall utnämndes till finsmidesdirektör i Eskilstuna 1799, major-mekanikus 1801 och överstelöjtnant vid flottans mekaniska kår 1819. Han blev ledamot av Vetenskapsakademien 1794 och av Lantbruksakademien 1812. Han adlades 1816 men hans adliga ätt nummer 2257 utgick med honom själv, eftersom hans ende son dog ogift före honom. 
Högt uppe på fasaden till Gamla Jernkontorets hus på Kungsträdgårdsgatan i Stockholm finns en medaljong visande Nordewall. Passagerarångfartyget Eric Nordevall är döpt efter honom. 
Nordewall var från 1807 ägare till Nyby gård utanför Torshälla, som han sålde till svärsonen Adolf Zethelius 1828 i samband med att denne grundade Nyby bruk. Nordewall gifte sig 1785 med Fredrika Catharina Branting. I äktenskapet föddes sex barn, nämligen Sofia Fredrika Nordewall som gifte sig med direktören och bruksägaren Erik Adolf Zethelius, Eskil Nordewall som blev direktör vid Eskilstuna fristad, Carolina Gustava Nordewall som gifte sig med majoren Carl Emanuel Silfversvan, Torborg Catharina Nordewall som avled ogift 1861 i Leksands prästgård, Ebba Pamela Nordewall som var gift med domprosten Gabriel Hwasser och Lovisa Nordewall som föddes 1797. Nordewall ligger begravd på kyrkogården vid Sankt Johannes kyrka på Norrmalm i Stockholm.

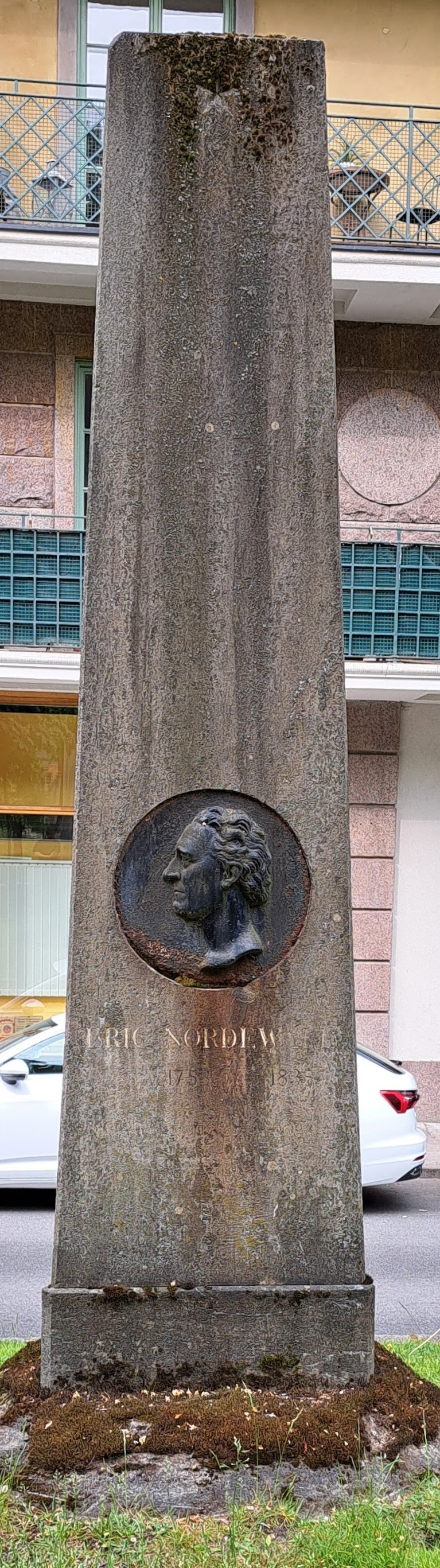
Eric Nordewalls gravvård